# Aru-Tal

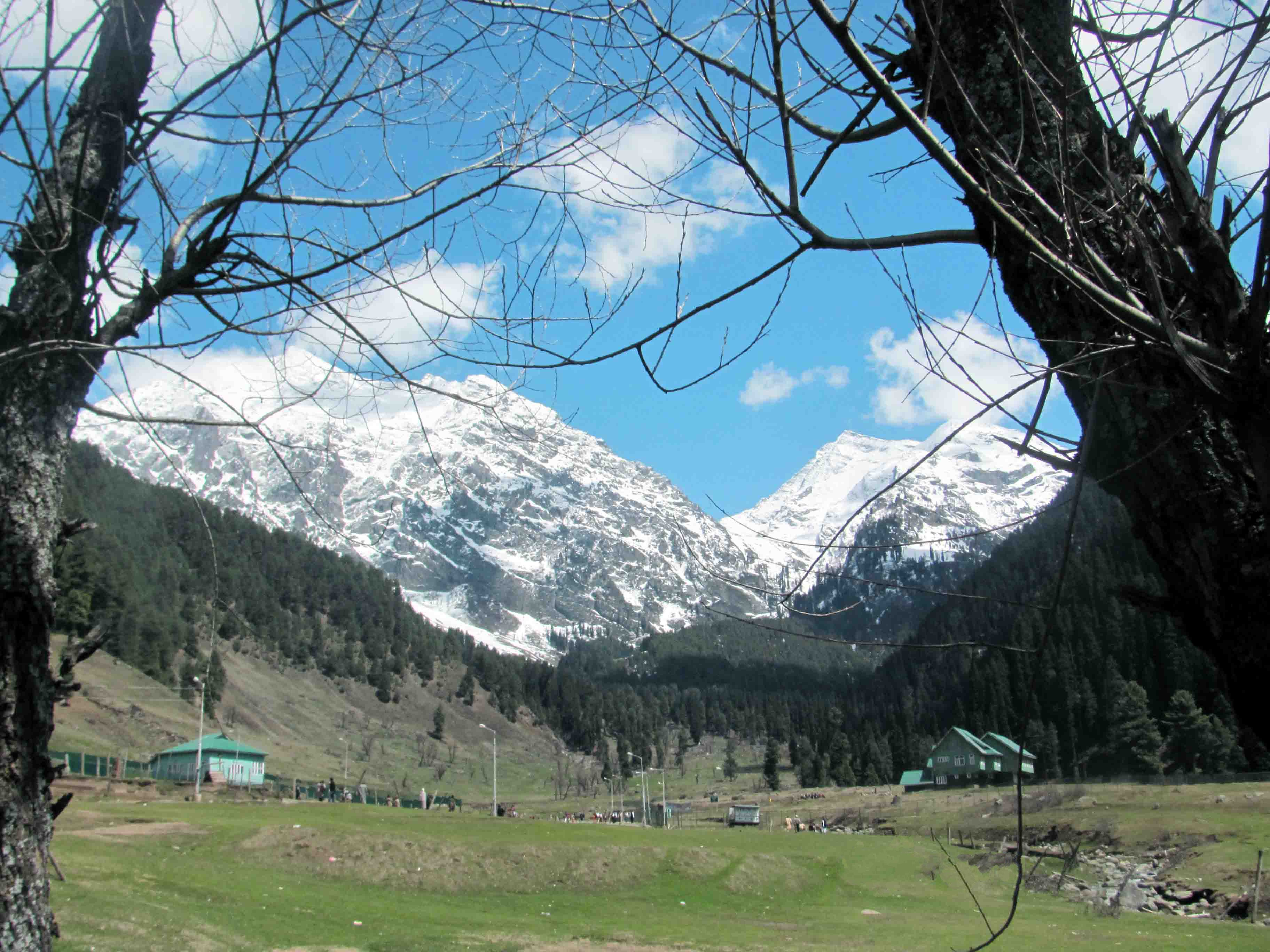
Das Aru-Tal im Frühling

Aru ist eine Hill Station im gleichnamigen Tal im Distrikt Anantnag in Jammu und Kashmir, Indien. Aru liegt ungefähr 12 km von Pahalgam. Es ist eine Basis für den Weg zum Kolhoi Glacier und Tarsar-See. Der Aru ein Nebenfluss des Lidder fließt durch das Tal.

## Sehenswürdigkeiten
Aru ist bekannt für seine Bergwiesen.
Die Hill Station ist Ausgangspunkt für Wanderungen zum Kolahoi-Gletscher, den Bergseen Tarsar, Marsar, Vishansar und Kishansar. Der Kolahoi-Gletscher ist der größte Gletscher im Kaschmirtal und liegt am Kolahoi (5425 m), dem höchsten Berg des Kaschmirtals.
Es gibt ungefähr 20 Bergseen Gipfel und Bergweiden im Aru-Tal. Im Winter sind Skifahren und Heliskiing möglich, da viel Schnee fällt.

## Overa-Aru-Biosphärenreservat
Das Overa-Aru-Biosphärenreservat liegt 76 km von Srinagar entfernt. Es ist ein Tierschutzgebiet mit einer Fläche von 511 km². Es liegt auf einer Höhe von 3000 m bis 5425 m und ist die Heimat zahlreicher bedrohter Tierarten.

## Galerie

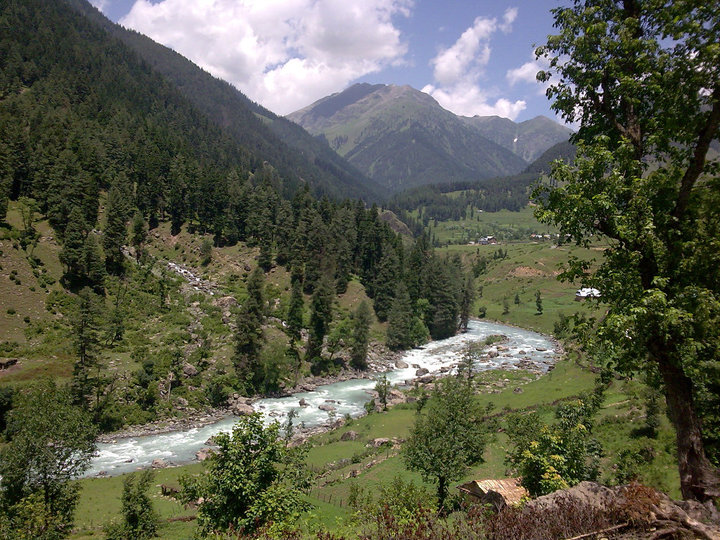
Eingang des Aru-Tals
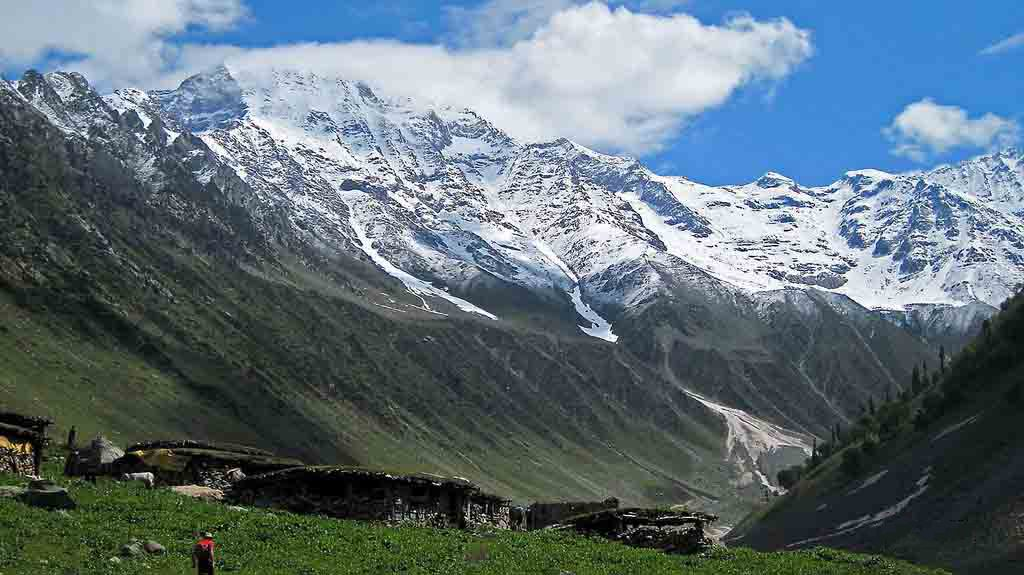
Höhere Bereiche des Tals
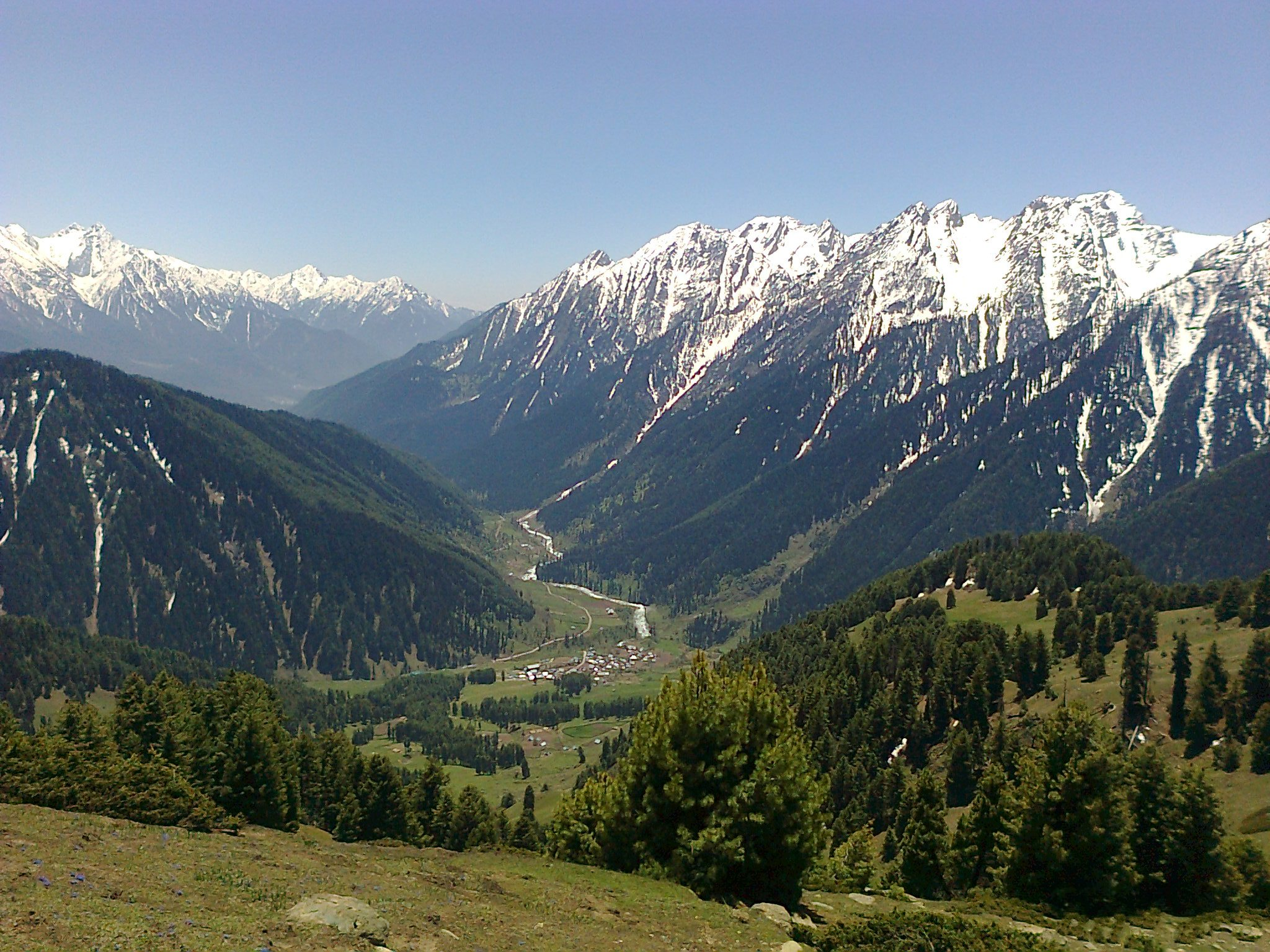
Blick auf das Tal und umgebende Berge
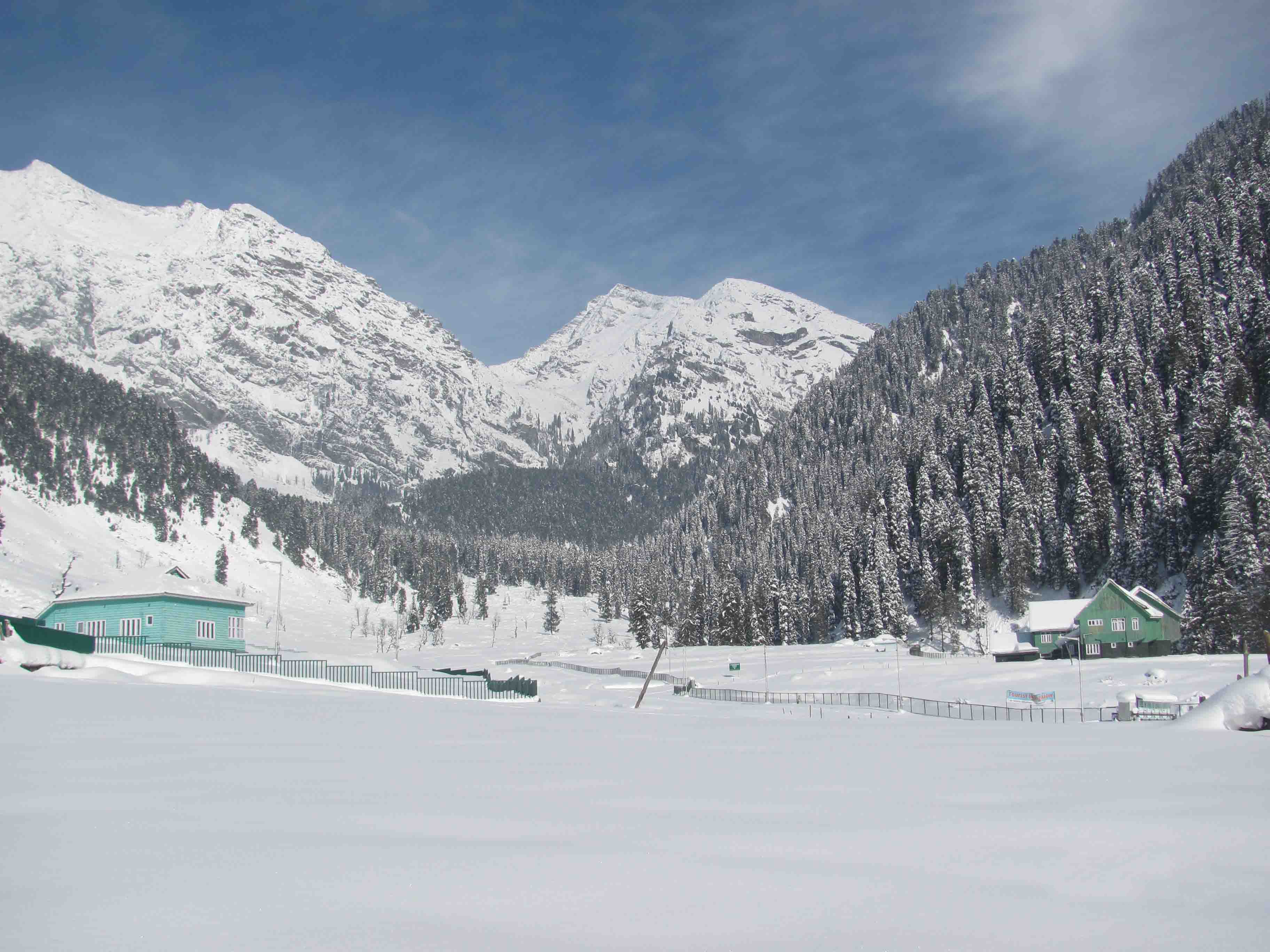
Das Aru-Tal im Winter